# Kompansaari (ö i Övre Birkaland)
Kompansaari är en ö i Finland. Den ligger i sjön Vaskivesi och Visuvesi och i kommunen Virdois i den ekonomiska regionen  Övre Birkalands ekonomiska region  och landskapet Birkaland, i den sydvästra delen av landet, 230 km norr om huvudstaden Helsingfors. Öns area är 60,5 hektar och dess största längd är 1,1 kilometer i sydöst-nordvästlig riktning.